# 紺色
紺色（こんいろ）とは、紫がかっている暗い青を指し、藍色系統では最も深いとされている色。
古くは深縹（こきはなだ/ふかきはなだ）などとも呼ばれていたが、平安時代中期頃より「紺」という呼称が用いられるようになる。平安末期から鎌倉時代にかけて男性の衣装の色として愛され、藍の栽培・染色が盛んになるきっかけとなった。
一般的に「ネイビーブルー」「濃紺」と共に、黒に近い暗めの青紫を表すことが多い。

紺色と瑠璃色、紺青

## 近似色
- 青
- 藍色
- 勝色（褐色）
- ネイビーブルー
- 群青色
- 紺青
- 瑠璃色
- 青鈍色